# Emma Boos-Jegher
Emma Boos-Jegher (Triëst (Keizerrijk Oostenrijk), 26 februari 1857 - Zürich, 21 december 1932) was een Zwitserse feministe.

## Biografie

### Afkomst en opleiding
Emma Boos-Jegher was een dochter van Gaudenz Jegher, een handelsbediende, en van Adelheid Geisslinger. Ze groeide op in Triëst, dat toen behoorde tot het Keizerrijk Oostenrijk. Ze behaalde een lerarendiploma in de vreemde talen en gaf aanvankelijk les aan een meisjesschool in Zürich. In 1885 huwde ze Eduard Boos, een industrieel die actuaris was van het Schweizerischer Gewerbeverband met wie ze tussen 1887 en 1892 vier kinderen zou krijgen. Vanaf 1886 gaf ze met haar echtgenoot les aan een meisjesschool voor kunsten en ambachten in Riesbach, een buitenwijk van Zürich.

### Vroege carrière
In 1885 was Boos-Jegher betrokken bij de oprichting van het Schweizerischer Frauenverband en werd ze verkozen tot vicevoorzitster van het oprichtingscomité. Interne twisten binnen dit comité zouden er haar echter in 1888 toe brengen om samen met Rosina Gschwind-Hofer en Emma Coradi-Stahl de Schweizerischer Gemeinnütziger Frauenverein op te richten. Ze zou gedurende meerdere jaren zetelen in het bestuur van deze organisatie. In 1887 was ze vervolgens betrokken bij de oprichting van de Zürcherische Frauenbund zur Hebung der Sittlichkeit.

### Pionier in het Zwitserse feminisme
Omdat ze met de Schweizerischer Gemeinnütziger Frauenverein niet in staat was om de beroepsopleidingen voor vrouwen in Zwitserland te verbeteren, sloot Boos-Jegher zich in 1893 aan bij de in dat jaar opgerichte Verein Frauenbildungs-Reform, waarvan ze voorzitster zou worden. In 1896 vervolgens zou deze organisatie fuseren met de Frauenrechtsschutzverein van Emilie Kempin-Spyri onder de nieuwe naam Union für Frauenbestrebungen Zürich. Deze organisatie zette zich in voor de verbetering van de arbeidsvoorwaarden voor vrouwen in de dienstensector en eiste de gelijkheid tussen mannen en vrouwen op politiek en juridisch vlak.
Gedurende meer van 20 jaar zou Boos-Jegher haar stempel drukken op de Union, waarvan ze voorzitster was van 1896 tot 1903 en van 1912 tot 1914. Ze groeide uit tot de woordvoerster van de progressieve vleugel binnen de Zürichse vrouwenbeweging. Onder haar leiding wist de Union in 1898 af te dwingen dat vrouwen in het kanton Zürich het beroep van advocaat mochten uitoefenen, stelde men verscheidene ontwerpen voor een Zwitsers Burgerlijk Wetboek op en pleitte ze vanaf 1896 meermaals in de publieke opinie voor de invoering van het vrouwenstemrecht in Zwitserland. De Union bouwde een groot dienstennetwerk voor vrouwen uit, organiseerde conferenties en gaf vanaf 1903 het tijdschrift Frauenbestrebungen uit, waarin Boos-Jegher verscheidene artikels publiceerde.
Reeds zeer vroeg probeerde ze de vrouwenbeweging in Zwitserland op nationaal nivau uit te bouwen en de acties van verscheidene vrouwenverenigingen te coördineren. In 1986 nam ze zo deel aan de voorbereidingen voor het eerste vrouwencongres in Genève, naast onder andere Pauline Chaponnière-Chaix. In 1899 vervolgens lag ze samen met Helene von Mülinen en Camille Vidart aan de basis van de Bund Schweizerischer Frauenvereine (BSF). Ze was vicevoorzitster van de BSF van 1912 tot 1916 en vertegenwoordigde de BSF meermaals op congressen van de International Alliance of Women. In 1923 werd zij geëerd voor haar pionierswerk met het erelidmaatschap van de BSF.

### Late carrière
Vanaf 1914 verliet Emma Boos-Jegher geleidelijkaan de bestuursorganen van feministische bewegingen. Haar echtgenoot, met wie ze professioneel en politiek nauw had samengewerkt, overleed in 1928, waarna ze voorgoed afscheid nam van het openbare leven. Ruim dertig jaar was ze een van de meest vooruitstrevende en actieve Zwitserse Duitstalige feministen. Hoewel ze nooit aan een universiteit had gestudeerd, was ze een vooraanstaande specialiste in economie en rechten. In tegenstelling tot andere pioniers van de vrouwenbeweging geraakte zij bijna volledig in de vergetelheid. Het is pas rond het begin van de 21e eeuw dat nieuwe onderzoeken zich hebben toegelegd op haar leven.

## Trivia
Haar archieven worden bewaard door de Gosteli-Stiftung uit Worblaufen, die vernoemd is naar feministe Marthe Gosteli.

## Onderscheidingen
- Erelid van de Bund Schweizerischer Frauenvereine.